# Knife Party
Knife Party je australská hudební skupina, která tvoří převážně žánry jako Electro/Dubstep. Jedná se o side-of projekt dvou členů skupiny Pendulum – Rob Swire a Gareth McGrillen. Mezi jejich nejznámější skladby patří Internet Friends, Rage Valley a Bonfire.

## Diskografie

### Studiová alba
Long Play-e
Abandon Ship
- Vydáno: 27. října 2014
- Vydavatelství: Big Beat, EarStorm
- Formáty: iTunes, CD

### Extended Play-e
| Název                  | Detaily                                                                         |
| ---------------------- | ------------------------------------------------------------------------------- |
| 100% No Modern Talking | - Vydáno: 12. prosince 2011 - Vydavatelství: EarStorm - Formáty: iTunes         |
| Rage Valley            | - Vydáno: 27. května 2012 - Vydavatelství: EarStorm, Big Beat - Formáty: iTunes |
| Haunted House          | - Vydáno: 6. května 2013 - Vydavatelství: EarStorm, Big Beat - Formáty: iTunes  |
| Trigger Warning        | - Vydáno: 20. listopadu 2015 - Vydavatelství: EarStorm - Formáty: iTunes        |

### Singly
| Rok  | Název                                          | Pořadí v hitparádách | Pořadí v hitparádách | Pořadí v hitparádách | Pořadí v hitparádách | Pořadí v hitparádách | Pořadí v hitparádách | Pořadí v hitparádách | Pořadí v hitparádách | Album                  |
| Rok  | Název                                          | AUT                  | BEL (FL)             | BEL (WA)             | IRL                  | NLD                  | SWE                  | SWI                  | UK                   | Album                  |
| ---- | ---------------------------------------------- | -------------------- | -------------------- | -------------------- | -------------------- | -------------------- | -------------------- | -------------------- | -------------------- | ---------------------- |
| 2011 | Internet Friends                               | —                    | 106                  | —                    | —                    | —                    | —                    | —                    | 83                   | 100% No Modern Talking |
| 2012 | Antidote (Swedish House Mafia vs. Knife Party) | 30                   | 35                   | 59                   | 39                   | 49                   | 17                   | 70                   | 4                    | Until Now              |
| 2012 | Bonfire                                        | —                    | 96                   | —                    | —                    | —                    | —                    | —                    | 45                   | Rage Valley            |
| 2012 | Centipede                                      | —                    | —                    | —                    | —                    | —                    | —                    | —                    | 86                   | Rage Valley            |
| 2012 | Rage Valley                                    | —                    | —                    | —                    | —                    | —                    | —                    | —                    | 71                   | Rage Valley            |

### Remixy

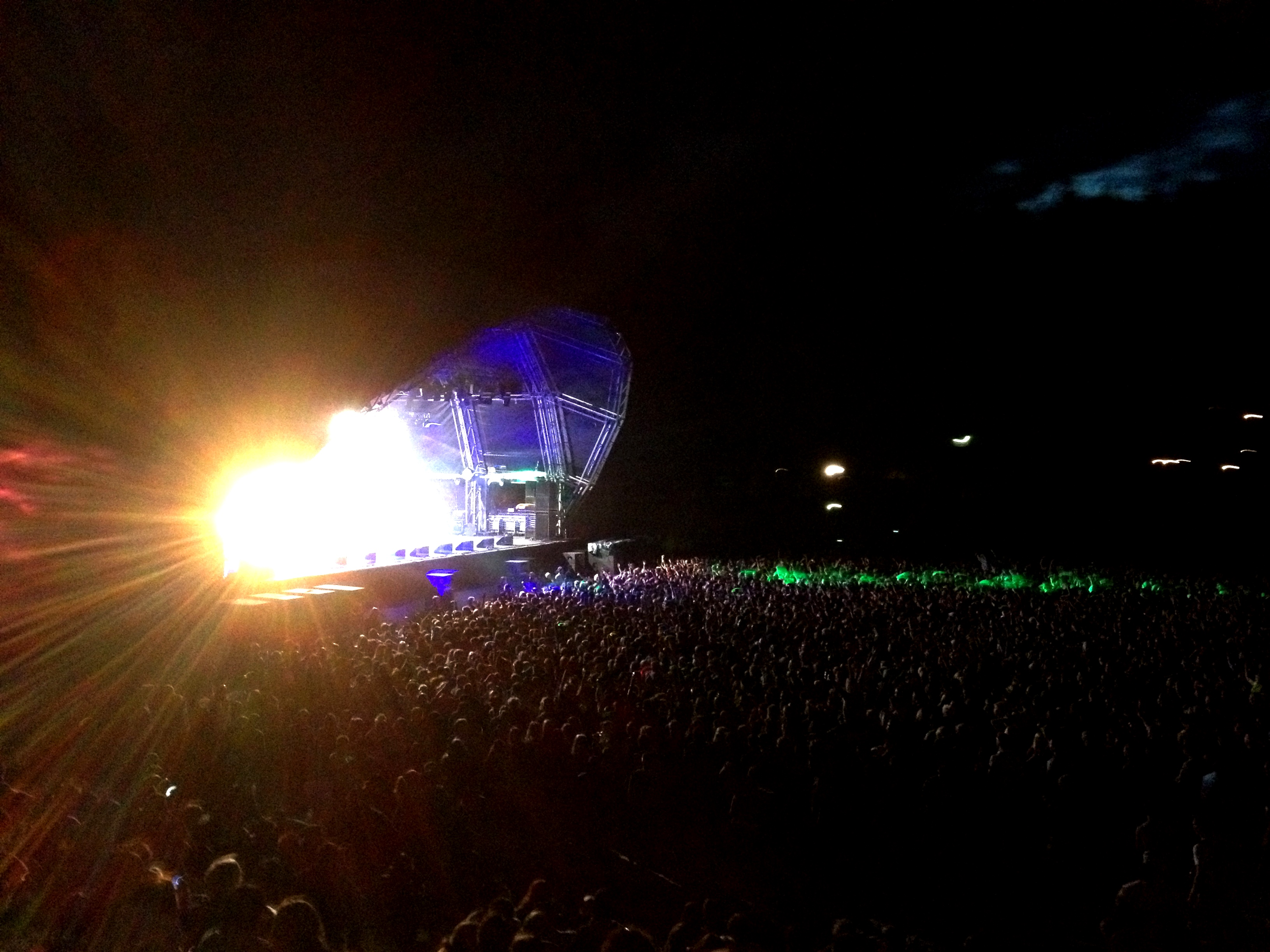
Live, Hove Festival 2012

- Swedish House Mafia – Save the World (Knife Party remix)
- Porter Robinson – Unison (Knife Party remix)
- Nero – Crush on You (Knife Party remix)
- Labrinth – Last Time (Knife Party remix)